# Kampfgeschwader 154 »Boelcke«
Kampfgeschwader 154 »Boelcke« (dobesedno slovensko: Bojni polk 154 »Boelcke«; kratica KG 154) je bil bombniški letalski polk (Geschwader) v sestavi nemške Luftwaffe.

## Organizacija
- štab
- I. skupina
- II. skupina[1]